# Gurbrü
Gurbrü (toponimo tedesco) è un comune svizzero di 247 abitanti del Canton Berna, nella regione di Berna-Altipiano svizzero (circondario di Berna-Altipiano svizzero).

## Storia
Nel 1854 la località di Stämpflishäusern, fino ad allora frazione di Ried bei Kerzers, è stata assegnata al comune di Gurbrü.

## Società

### Evoluzione demografica
L'evoluzione demografica è riportata nella seguente tabella:
Abitanti censiti

## Infrastrutture e trasporti
Gurbrü è stato servito fino al 2018 dalla stazione di Ferenbalm-Gurbrü sulla ferrovia Berna-Neuchâtel.

## Amministrazione
Ogni famiglia originaria del luogo fa parte del cosiddetto comune patriziale e ha la responsabilità della manutenzione di ogni bene ricadente all'interno dei confini del comune.